# Batrachedra oemias
Batrachedra oemias là một loài bướm đêm thuộc họ Batrachedridae. Loài này có ở Nam Phi.